# باول فيشر (لاعب كرة قدم)
باول فيشر (بالإنجليزية: Paul Fisher)‏ هو لاعب كرة قدم بريطاني في مركز الدفاع، ولد في 19 يناير 1951 في منسفيلد ‏ في المملكة المتحدة. لعب مع هدرسفيلد تاون.